# Nemoscolus niger
Nemoscolus niger är en spindelart som beskrevs av Lodovico di Caporiacco 1936. Nemoscolus niger ingår i släktet Nemoscolus och familjen hjulspindlar.
Artens utbredningsområde är Libya. Inga underarter finns listade i Catalogue of Life.